# Nya Swing
Swing eller Nya Swing var en boxningstidning som fanns mellan 1993 och 1996. Tidningen gavs ut av Föreningen Boxiana. Till medarbetarna hörde bronsmedaljören från OS i Seoul Lars Myrberg, som chefredaktör, och Börje Dorch.